# 扎格斯台诺尔
扎格斯台诺尔是一个位于中国内蒙古自治区锡林郭勒盟正蓝旗扎格斯台苏木的湖泊，面积约为4.95平方千米，属于蒙新高原区。它的一级流域为内流区诸河，二级流域为内蒙古内流区。
扎格斯台诺尔地处努格斯郭勒上游、锡林郭勒草原南端。湖泊呈椭圆形，东西长，南北窄，主要补给水源来自湖泊东南的山洪沟。